# Javier Arce (músico)
Javier Arce (Heredia, 8 de diciembre de 1989) es un cantante, compositor y productor de música costarricense. Conocido por ser el cantante de la banda Cocofunka, ha sido parte de diversos proyectos musicales. Su estilo musical ha sido asociado con la escena latina alternativa.

## Proyectos Musicales
Se dio a conocer en su país natal desde el año 2008 por ser miembro fundador y el cantante principal de la banda Cocofunka. Además de su trayectoria con ese proyecto, fundó Javier Arce y los de Allá en el 2012 y Don Cairo en el 2013. En su carrera y con sus diferentes proyectos acumula más de 50 millones de reproducciones y se ha presentado en más de 500 escenarios incluyendo el SXSW (USA), Envision Festival (CR), Festival Selvámonos (Perú), Plaza Condesa (México) , además de visitar Nicaragua, Panamá y recorrer entera Costa Rica.
Es conocido por su particular energía en el escenario y lo éclectico de sus gustos musicales.
En agosto de 2016 anunció en la revista Noisey que empezaría en paralelo una carrera en solitario en la música electrónica, fusionando estilos como el downtempo con elementos de R&B y folclore latinoamericano. Como antesala estrenó el sencillo "Clavel" que cuenta con la colaboración del productor neoyorquino Weird Inside. La canción fue seleccionada por diversas plataformas como Apple Music y Spotify entre lo mejor de nueva música latinoamericana al momento del lanzamiento, llegando a superar el millón de reproducciones en esta última. El estreno radial fue en KEXP-FM.
En el 2018 debutó su show en vivo en formato trío en festivales de su país como Envision y Epicentro.
Con solo 5 singles liberados y más de 2 millones de reproducciones, ha trabajado y colaborado con artistas como Run the Jewels (USA), weird inside (USA), Fármacos (Chile), Lagartijeando (Arg), Soy Emilia (Col), Macha Kiddo (CR-Arg) y más.

## Discografía

### Como Javier Arce
- 2016: Clavel - Sencillo[8]
- 2017: Quise Fuego - Sencillo[9]
- 2018: Onces - Sencillo[10]
- 2018: Vuelo por la Pampa (junto a Lagartijeando) - Sencillo
- 2018: Beibi ft. Fármacos - Sencillo

### ConCocofunka
- 2009: EP[11]
- 2010: Suele Suceder - Sencillo[12]
- 2010: Elevarse[13]
- 2012: Hacer Ecoo[14]
- 2014: Donde Vamos (con BETABOM) - Sencillo[15]
- 2016: Chúcaro[16]
- 2022: CAMALOVE

### Con Javier Arce y los de Allá
- 2012: De Rostros e Impermanencias[17]

### Con Don Cairo
- 2013: Y Si La Noche - Sencillo[18]
- 2013: Mercurio - Sencillo[19]